# Управління державної охорони України (монета)
«Управлі́ння держа́вної охоро́ни Украї́ни» — пам'ятна монета номіналом 5 гривень, присвячена Управлінню державної охорони України, введена Національним банком України в обіг 29 січня 2024 року.
Монети належать до серії «Інші монети» (відеопрезентація пам'ятної монети).

## Опис та характеристики монети
| Номінал грн. | Метал      | Маса, грам | Діаметр, мм. | Якість виготовлення       | Гурт     | Тираж, штук |
| ------------ | ---------- | ---------- | ------------ | ------------------------- | -------- | ----------- |
| 5            | нейзильбер | 16.54      | 35           | спеціальний анциркулейтед | рифлений | 50 000      |

### Аверс
На аверсі монети розміщено: ліворуч — на дзеркальному тлі емблему Управління державної охорони України, а угорі над емблемою розміщено номінал 5 та графічний символ гривні. Під номіналом розташовано малий Державний Герб України, написи: «УКРАЇНА», «2024», логотип Банкнотно-монетного двору Національного банку України (розташовано унизу під емблемою). Праворуч на матовому тлі розташовано девіз: «ДЕРЖАВІ НАРОДОВІ ЗАКОНУ».

### Реверс
На реверсі монети на дзеркальному тлі розміщено стилізовану композицію, що символізує різні історичні періоди становлення України та захист держави українськими воїнами, хоробрість яких крізь покоління залишається незмінною, а саме: ліворуч на композиції зображено стилізований тризуб, у центрі зображено булаву, шаблі та щит, оздобленим козацьким хрестом (символи влади, бойового побратимства та захисту). Праворуч розташовано фрагмент об'єктива камери, що символізує сучасні технології в організації процесу охорони та безпеки.

## Автори
- Художник: Кучинська Олександра (дизайн);
- Скульптор: Демяненко Анатолій, Дем'яненко Володимир[2]

## Вартість монети
Фактична приблизна вартість монети, з роками змінювалася так:
| Рік        | 2024 | 2025 |
| ---------- | ---- | ---- |
| Ціна, грн. | 300  | 290  |